# The Apples
『The Apples』（ジ・アップルズ）は、吉井和哉の6枚目のオリジナルアルバム。2011年4月13日にEMIミュージック・ジャパンから発売された。

## 解説
前作『VOLT』より2年ぶりとなるアルバム。当初、3月30日に発売が予定されていたが、東北地方太平洋沖地震の影響で発売が延期となり、4月13日に発売された。前作までアルバムのレコーディングはアメリカで現地のミュージシャンと行うのが通例となっていたが、本作はソロになってから初めて国内でレコーディングを行っており、ほぼ全ての楽器を吉井が演奏している。
「APPLE STUDIO」とは吉井の事務所オフィス内の壁で区切ったスペースのことで、シングル『LOVE & PEACE』のクレジットにある『BLACK OUT STUDIO』も同じ場所のことである。
2009年に行われたDVD『The motion picture TOUR2009 宇宙一周旅行』発売記念トークイベントで吉井は既に「次のアルバムのタイトルは『アップルズ』」と語っていた。これはツアー「宇宙一周旅行」が吉井自身非常に達成感のあるものとなり、『at the BLACK HOLE』から始まったソロキャリアが、ツアー「宇宙一周旅行」で宇宙を一周した、つまりソロアーティスト吉井和哉の第1期が終わったと感じた吉井は「次はまた新たな人類創世だな」と考え、アダムとイヴのリンゴから名付けられた。
「THE APPLES」と「VS」以外は、ほぼ曲順どおりにレコーディングされており、初期の「ACIDWOMAN」「おじぎ草」や『LOVE & PEACE』のカップリング「星のブルース」は歌謡ロックを目指して作曲された。レコーディング中にモバイルサイト会員限定ライブ「YOSHII ZENZAI」を経て、以降の様々なタイプの曲ができていった。
アートワークはTHE YELLOW MONKEYのアルバム『Bunched Birth』『smile』を手掛けた寺田亨。
2011年4月25日付のオリコンアルバムランキングで、ソロとしてはシングル・アルバムを通じて初の首位を獲得した。THE YELLOW MONKEY時代を含めると『PUNCH DRUNKARD』（1998年）以来、約13年振りとなる首位獲得となった。

## 収録曲
| 全作詞・作曲・編曲: 吉井和哉。 |                                |          |            |      |
| #                              | タイトル                       | 作詞     | 作曲・編曲 | 時間 |
| 1.                             | 「THE APPLES」                 | 吉井和哉 | 吉井和哉   | 1:49 |
| 2.                             | 「ACIDWOMAN」                  | 吉井和哉 | 吉井和哉   | 3:46 |
| 3.                             | 「VS」                         | 吉井和哉 | 吉井和哉   | 4:04 |
| 4.                             | 「おじぎ草」                   | 吉井和哉 | 吉井和哉   | 5:15 |
| 5.                             | 「イースター」                 | 吉井和哉 | 吉井和哉   | 3:50 |
| 6.                             | 「CHAO CHAO」                  | 吉井和哉 | 吉井和哉   | 4:04 |
| 7.                             | 「ロンサムジョージ」           | 吉井和哉 | 吉井和哉   | 4:35 |
| 8.                             | 「MUSIC」                      | 吉井和哉 | 吉井和哉   | 3:35 |
| 9.                             | 「クランベリー」               | 吉井和哉 | 吉井和哉   | 5:46 |
| 10.                            | 「GOODBYE LONELY」             | 吉井和哉 | 吉井和哉   | 6:00 |
| 11.                            | 「LOVE & PEACE」               | 吉井和哉 | 吉井和哉   | 4:43 |
| 12.                            | 「プリーズ プリーズ プリーズ」 | 吉井和哉 | 吉井和哉   | 3:18 |
| 13.                            | 「HIGH & LOW」                 | 吉井和哉 | 吉井和哉   | 2:06 |
| 14.                            | 「FLOWER」                     | 吉井和哉 | 吉井和哉   | 3:48 |
| 合計時間:                      | 合計時間:                      | 56:39    |            |      |

| #  | タイトル                              | 作詞 | 作曲・編曲 |
| -- | ------------------------------------- | ---- | ---------- |
| 1. | 「ACIDWOMAN」(YOSHII BUDOKAN 2010)    |      |            |
| 2. | 「リバティーン」(YOSHII BUDOKAN 2010) |      |            |
| 3. | 「おじぎ草」(YOSHII BUDOKAN 2010)     |      |            |
| 4. | 「LOVE & PEACE」(VIDEO CLIP)          |      |            |
| 5. | 「VS」(VIDEO CLIP)                    |      |            |

## 楽曲について
1. THE APPLES
インストナンバー。最後にレコーディングされた。
2. ACIDWOMAN
「YOSHII BUDOUKAN 2010」ではオープニングナンバーとして先行披露された。
3. VS
リードトラックとしてPVが製作された。PVは「吉井和哉 VS 吉井和哉」として二人の吉井和哉が各々仲間を引き連れ、アニメーションや漫画的な書き文字による演出で壮絶な殺し合いを繰り広げる内容になっている。演奏シーンも二人の吉井が交互に演奏し、歌詞がふきだしで表示される。最後のサビの寸前まで吉井の顔は影になっており、表情がまったく見えない。
4. おじぎ草
「ACIDWOMAN」同様「YOSHII BUDOUKAN 2010」で先行披露された。
5. イースター
曲の最後に女性のナレーションが入っているが、これはUFOが目撃されたことを喋っており、最後のシャッター音はUFOが撮影されたときをイメージしているという[3]。
6. CHAO CHAO
「ACIDWOMAN」と共にTHE YELLOW MONKEYでやってみたら面白そうなソロ楽曲として挙げている。
7. ロンサムジョージ
「ロンサム・ジョージ」とはガラパゴス諸島のピンタ島に生息していたガラパゴスゾウガメの亜種、ピンタゾウガメの最後の生き残りだった1頭の愛称である。この個体は本作リリース翌年の2012年に死亡しており、それに伴ってか同年に行われた「.HEARTS TOUR 2012」ではレギュラーメニューとしてセットリストに加わっていた。
8. MUSIC
9. クランベリー
歌詞に本作のテーマである創世記やアダム、イブ、エデン、蛇などが登場する。
10. GOODBYE LONELY
元々は没になった「ラブリーストーン（仮）」という曲の、エンディングのワンフレーズから膨らませて作った曲。[3]。
11. LOVE & PEACE
先行シングル。
12. プリーズ プリーズ プリーズ
歌詞に「UK USA JP」とあるように、吉井が影響を受けた全てのロックへの感謝を歌っている[1]。
13. HIGH & LOW
DVD『The motion picture TOUR2009 宇宙一周旅行』のナレーションを歌詞にし、カントリー調[1]の曲をつけたもの。
本人曰く歌詞に出てくる「母さんの姉さん」は吉井を息子のように可愛がってくれた伯母を指している。[4]
14. FLOWER
仮タイトルは「younger」で、「OASISへのオマージュいっぱいの曲」[5]。最初は卒業の歌にしようと思っていた[6]が、その後ロックスターに憧れる少年の歌にしようとしたところ、スタッフから「今時そんな少年はいない、リアリティがない」と言われボツに。吉井が800円で買った切り花が2週間咲き続けたことに感動したことから、花をテーマに歌詞を書いた[1]。
2011年3月18日放送の『ミュージックステーション』出演時には、番組の趣旨（東北地方太平洋沖地震の被災者へのエール）に合わせ「1人でも多くの皆さんの心に花が咲きますように」と前置きし、1番の歌詞を一部変更した上で披露された。以降、自身の公演においてもこちらのバージョンで演奏されることがほとんどである。

## 参加ミュージシャン
- 全演奏 - 吉井和哉

3「VS」
- シンセサイザー、プログラミング - 石毛輝 (the telephones)

9「クランベリー」
- ピアノ - 鶴谷崇

7「ロンサムジョージ」、14「FLOWER」
- ストリングスアレンジ、ヴィオラ - 村田泰子
- チェロ - 松尾佳奈
- ヴァイオリン - 藤縄陽子、亀田夏絵、矢野小百合、後藤恵子